# 巴地语
巴地语（[pa31 zi31]）是中越边境上一种西南部台语支语言。越南老街省猛康县有约300是一种，他们被越南政府划为岱依族。巴地语声调系统的分裂与泰语一致。
艾杰瑞报告了300名使用者。裴国庆 (2013)则提到猛康县稔沚社、松钟庯社和猛康市镇的19个村生活着3千巴地族。